# Иван Гайтанджиев
Иван Алексиев Гайтанджиев е български журналист и политик от БСП. Народен представител в XXXVI и XXXVII народно събрание от БСП. Посланик на България в Египет и Република Судан. Сътрудник на ДС.

## Произход и образование
Иван Алексиев Гайтанджиев е роден на 3 август 1945 г. в София. Негова майка е Таня Гайтанджиева – известна журналистка и писателка. Гайтанджиев завършва Втора английска гимназия в София през 1965 г. Следва „Международни икономически отношения“ във Висшия икономически институт „Карл Маркс“ – София (сега Университет за национално и световно стопанство) и завършва през 1972 г.

## Професионален път
През 1968 г. работи в Организационния комитет на Международния младежки фестивал в София. В годините от 1969 г. до 1975 г. е политически коментатор и наблюдател в Българска национална телевизия, като в периода от 1971 до 1974 г. е също така и политически съветник на председателя на Комитета за наука, технически прогрес и висше образование. Между 1975 и 1980 г. е кореспондент на Българска телеграфна агенция в Пекин, а след това кореспондент в Токио (1980 – 1986 г.) и Вашингтон (1987 – 1991 г.). Между последните два задгранични поста за кратко отново е политически наблюдател в БТА (1986 – 1987 г.). През 1995 г. е избран за заместник-председател на Комитета по правата на човека.

## Политическа дейност
Член е на Българската комунистическа партия от 1967 г. През 1992 г. става член на Изпълнителното бюро на Градския съвет на БСП в София, а от 1994 г. е член на Висшия съвет на БСП. Номиниран е за президент на България, както и за председател на БСП.
Избран е за депутат от БСП в XXXVI народно събрание (1991 – 1994 г.), където е заместник-председател на парламентарната Комисия по телевизия и радио. Преизбран е за народен представител в XXXVII народно събрание (1994 – 1997 г.), в което е ръководител на Делегацията на Народното събрание в Северноатлантическата асамблея.
В правителството на Сергей Станишев (2005 – 2009) е съветник в политическия кабинет на министъра на външните работи Ивайло Калфин.

## Посланик на Република България
През 13 май 2007 г. Гайтанджиев е назначен за посланик на Република България в Египет и Судан. През 2009 г. на извънредна сесия Съветът на Лигата на арабските държави той е утвърден за упълномощен акредитиран посланик в организацията. В рамките на мандата си през 2008 г. организира официалното посещение на българския президент Георги Първанов в Египет. През 2009 г. следва визита на председателя на египетския парламент д-р Ахмед Фаджи Сурур в България, а през 2010 г. на посещение в София идва и външния министър на Египет Ахмед Абул Гейт. За своят принос в отношенията между Египет и България Иван Гайтанджиев е отличен със златен почетен знак на Египетско-европейския съвет.

## Дейности като журналист
Като журналист и коментатор се среща с Джордж Буш-старши, Дън Сяопин, Хелмут Кол, Евгений Примаков. Автор е на публицистични филми и стотици публикации.

## Агент на Държавна сигурност
През 1974 г. Иван Гайтанджиев става щатен служител в Първо главно управление на Държавната сигурност (разузнаването). През 2011 г. Комисията по досиетата официално обявява принадлежността му към Държавната сигурност.